# 밀애 (2014년 영화)
"밀애"는 2014년에 개봉한 대한민국의 영화이다.

## 캐스팅
- 유라성 : 윤희 역
- 황보욱 : 형석 역
- 조은서 : 영선 역
- 김늘메 : 관장 역
- 김보리 : 소현 역
- 장현아 : 혜경 역
- 원담휘 : 영조 역
- 허종우 : 대리기사 역
- 이완섭 : 카페직원 역
- 장서연 : 바텐더 역
- 노진원 : 성인용품점 역
- 지유 : 형석 친구 역
- 강기영 : 낯선남자 역
- 소은정 : 사진모델 역
- 이설구 : 클라이언트 역 (특별출연)
- 박재훈 : 카메라샵 역 (특별출연)